# Константинос Дризис
Константинос Д. Дризис (на гръцки: Κωνσταντίνος Δ. Δρίζης, на турски: Koço Drizi Efendi) е гръцки политик от XX век.

## Биография
Дризис е роден в 1851 година в македонския град Кожани, тогава Османската империя, днес Гърция. Работи успешно в търговията и индустрията и натрупва голямо състояние.
След Младотурската революция през 1908 г. е избран за депутат от Серфидженския санджак. През лятото на 1909 година подава оставка и е заместен от Харисиос Вамвакас.
Дризис е голям благодетел на Кожани. Той е силен поддръжник на Елевтериос Венизелос.
Умира в 1927 година.